# Momento angolare specifico
In meccanica classica, il momento angolare specifico è una grandezza vettoriale definita come il momento angolare per unità di massa, ovvero, tenendo conto del fatto che il momento angolare rappresenta il momento della quantità di moto, esso rappresenta il momento della velocità. Viene indicato con {\displaystyle \mathbf {h} } ed è pari al prodotto vettoriale tra il vettore posizione {\displaystyle \mathbf {r} } e il vettore velocità {\displaystyle \mathbf {v} }:
{\displaystyle \mathbf {h} ={\mathbf {r} \times \mathbf {v} }}
Inoltre, nel Sistema Internazionale si misura in  m2·s-1 (metro quadro su secondo).
Sapendo che
{\displaystyle {\begin{aligned}&\mathbf {r} =r_{x}{\hat {\mathbf {i} }}+r_{y}{\hat {\mathbf {j} }}+r_{z}{\hat {\mathbf {k} }}\\&\mathbf {v} =v_{x}{\hat {\mathbf {i} }}+v_{y}{\hat {\mathbf {j} }}+v_{z}{\hat {\mathbf {k} }}\\\end{aligned}}}
Svolgendo il prodotto vettoriale si ottiene:
{\displaystyle \mathbf {h} =\mathbf {r} \times \mathbf {v} =\det {\begin{bmatrix}{\hat {\mathbf {i} }}&{\hat {\mathbf {j} }}&{\hat {\mathbf {k} }}\\r_{x}&r_{y}&r_{z}\\v_{x}&v_{y}&v_{z}\\\end{bmatrix}}=h_{x}{\hat {\mathbf {i} }}+h_{y}{\hat {\mathbf {j} }}+h_{z}{\hat {\mathbf {k} }}}

## Momento meccanico specifico
Poiché il momento angolare specifico è definito come il momento angolare per unità di massa, applicando la seconda equazione cardinale della dinamica, nell'ipotesi che la massa totale del sistema sia costante, si ottiene:
{\displaystyle {\begin{aligned}{\frac {\mathrm {d} }{\mathrm {d} t}}\left({\frac {\mathbf {L} }{m}}\right)&={\frac {\mathrm {d} }{\mathrm {d} t}}\left(\mathbf {r} \times {\frac {\mathbf {p} }{m}}\right)=\\[4pt]&={\frac {\mathrm {d} \mathbf {r} }{\mathrm {d} t}}\times {\frac {\mathbf {p} }{m}}+\mathbf {r} \times {\frac {\mathrm {d} }{\mathrm {d} t}}\left({\frac {\mathbf {p} }{m}}\right)=\\[4pt]&=(\mathbf {v} -\mathbf {v} _{O})\times {\frac {\mathbf {p} }{m}}+\mathbf {r} \times {\frac {\mathbf {F} }{m}}=\\[4pt]&={\cancel {\mathbf {v} \times {\frac {\mathbf {p} }{m}}}}-\mathbf {v} _{O}\times {\frac {\mathbf {p} }{m}}+{\frac {\mathbf {M} }{m}}\\[4pt]\end{aligned}}}
dove {\displaystyle \mathbf {v} _{O}} è la velocità del polo rispetto al quale è calcolato il momento angolare. Pertanto l'equazione vista sopra può essere riscritta come:
{\displaystyle {\frac {\mathrm {d} \mathbf {h} }{\mathrm {d} t}}=\mathbf {c} -\mathbf {v} _{O}\times \mathbf {v} }
dove {\displaystyle \mathbf {c} =\mathbf {r} \times \mathbf {a} } è il momento meccanico specifico, cioè il momento meccanico per unità di massa, ovvero, tenendo conto del fatto che il momento meccanico rappresenta il momento della forza, esso rappresenta il momento della accelerazione. Nel caso in cui il polo sia fermo, coincida con il centro di massa o abbia la propria velocità parallela al velocità totale del sistema, l'equazione assume la forma semplificata:
{\displaystyle {\frac {\mathrm {d} \mathbf {h} }{\mathrm {d} t}}=\mathbf {c} }

## Applicazioni
Il momento angolare specifico riveste un ruolo importante in meccanica celeste, infatti sotto le usuali ipotesi di problema dei due corpi che seguono la legge di gravitazione universale, presi il vettore posizione e il vettore velocità del corpo orbitante al tempo di riferimento, si ha che il loro prodotto vettoriale è il momento angolare orbitale specifico. Quest'ultimo rappresenta una costante vettoriale di moto di un'orbita, cioè si conserva nel tempo, di conseguenza, il corrispettivo momento meccanico specifico {\displaystyle \mathbf {c} } sarà nullo.
Ciò significa che il vettore posizione {\displaystyle \mathbf {r} } ed il vettore velocità {\displaystyle \mathbf {v} } cambiano durante il moto, ma il loro momento angolare orbitale, rimane costante nel tempo. Sotto le ipotesi usuali, la direzione del momento angolare orbitale specifico {\displaystyle \mathbf {h} } si mantiene perpendicolare al piano orbitale, quindi la costanza del vettore in esame garantisce che il moto si mantenga piano.
Le altre costanti vettoriali di un'orbita, oltre al momento angolare orbitale specifico {\displaystyle \mathbf {h} }, sono l'eccentricità vettoriale {\displaystyle \mathbf {e} } e l'energia orbitale specifica {\displaystyle \varepsilon }, in particolare quest'ultima è una quantità scalare. Le costanti scalari sono 7 in quanto si viene a creare un'indeterminazione, poiché il prodotto scalare tra {\displaystyle \mathbf {h} } ed {\displaystyle \mathbf {e} } è nullo, ossia sono vettori perpendicolari.